# Maradványhangya-formák

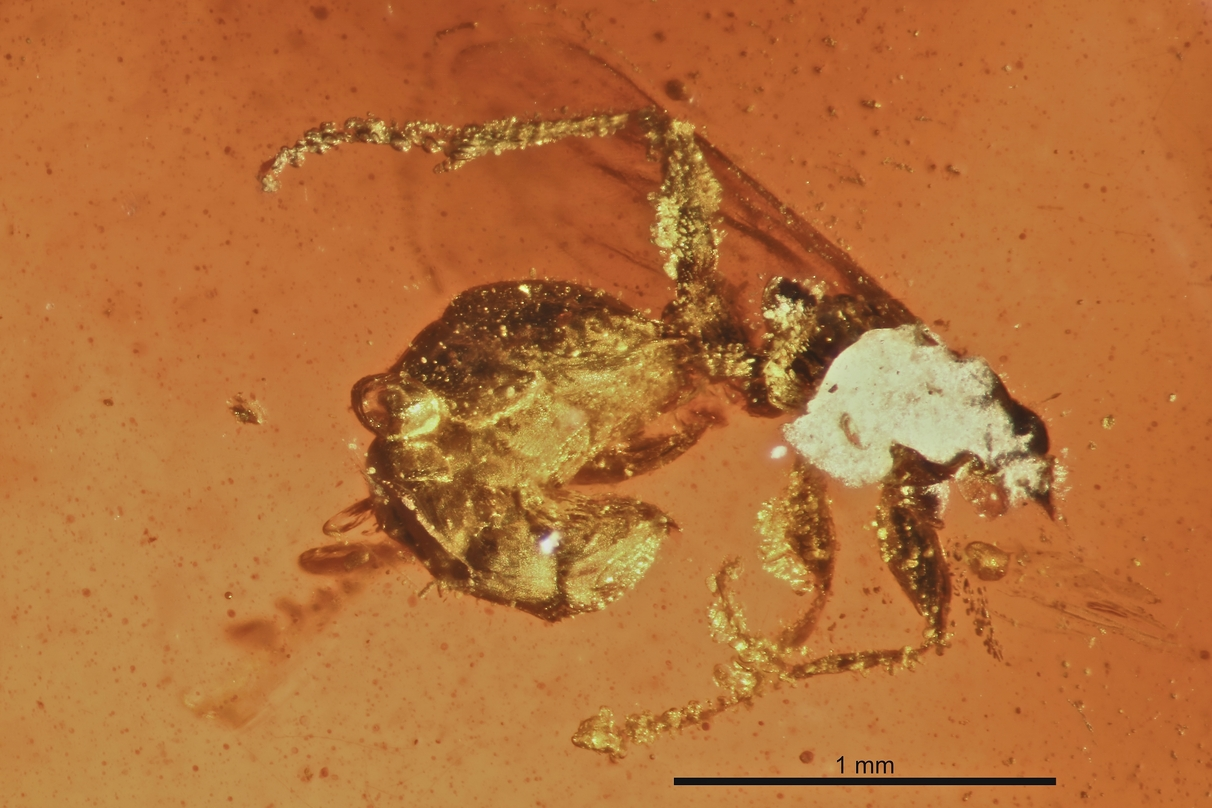
Burmomyrma rossi

A maradványhangya-formák (Aneuretinae) a hártyásszárnyúak (Hymenoptera) rendjében a fullánkosdarázs-alkatúak (Apocrita) alrendjébe sorolt hangyák (Formicidae) családjának egyik csaknem kihalt alcsaládja a 2020-as évek elején kilenc leírt nemmel. A maradványok döntően borostyánokban őrződtek meg. Az egyetlen ide sorolt recens faj a Srí Lanka-i maradványhangya (Aneuretus simoni).

## Származásuk, elterjedésük
Leleteik Magyarországról nem ismertek.

## Rendszertani felosztásuk
Az alcsaládon belül több rendszerező is nemzetségeket különböztet meg:
- Maradványhangya-rokonúak nemzetsége (Aneuretini):
  - maradványhangya nem (Aneuretus)
  - †Aneuretellus
  - †Mianeuretus
  - †Paraneuretus
  - †Protaneuretus

- Pityomyrmecini nemzetség:
  - †Pityomyrmex

- Nemzetségbe sorolatlan:
  - †Britaneuretus
  - †Cananeuretus